# Forrest Towns
Forrest Towns (Estados Unidos, 6 de febrero de 1914-9 de abril de 1991) fue un atleta estadounidense, especialista en la prueba de 110 m vallas en la que llegó a ser campeón olímpico en 1936.

## Carrera deportiva
En los JJ. OO. de Berlín 1936 ganó la medalla de oro en los 110 m vallas, con un tiempo de 14.2 segundos, llegando a meta por delante del británico Don Finlay (plata con 14.4 s) y del también estadounidense Frederick Pollard (bronce con 14.4 s).